# Bassaricyon gabbii
Espèce
Statut de conservation UICN

 LC  : Préoccupation mineure
L'Olingo commun (Bassaricyon gabbii), ou Olingo de Gabbi, est l'espèce d'olingo la mieux connue, ainsi que l'espèce type, du genre Bassaricyon, de la famille des Procyonidae.
Les olingos se déplacent quelquefois avec les kinkajous, et il arrive souvent que l'on confonde ces deux animaux.

## Description
C'est un animal d'une longueur de 40 à 45 cm pour une queue aussi grande et un poids de 0,9 à 1,5 kg.
S'il a l'allure d'un kinkajou, il est donc tout de même un peu plus petit que lui.
Autre signe distinctif, sa fourrure laineuse marron clair est plus dorée que celle du kinkajou ; sa queue est non préhensile (contrairement à ce dernier) et elle est marquée de 11 à 13 anneaux un peu plus foncés que ceux du kinkajou.
Le pelage de la face est plus clair que celui du corps.
L'olingo a un corps allongé, ses pattes antérieures sont plus courtes que les postérieures et chacune d'entre elles est munie de 5 griffes acérées. Les yeux sont grands, les oreilles petites, et le museau est plus pointu que celui du kinkajou.

## Habitat et régime alimentaire

Répartition de l'Olingo commun en Amérique centrale et du Sud.

L'olingo habite la jungle dense du Sud de l'Amérique centrale, et ceci jusqu'à 2 000 m d'altitude.
Il y vit dans les arbres, et ne sort que la nuit (quelquefois en groupe) pour se nourrir principalement de fruits, mais aussi d'insectes ou encore de petits mammifères ou d'oiseaux.
On le trouve dans les pays suivants :
Colombie, Costa Rica, Équateur, Honduras, Nicaragua, Panama, Pérou, et enfin au Venezuela.

## Taxinomie

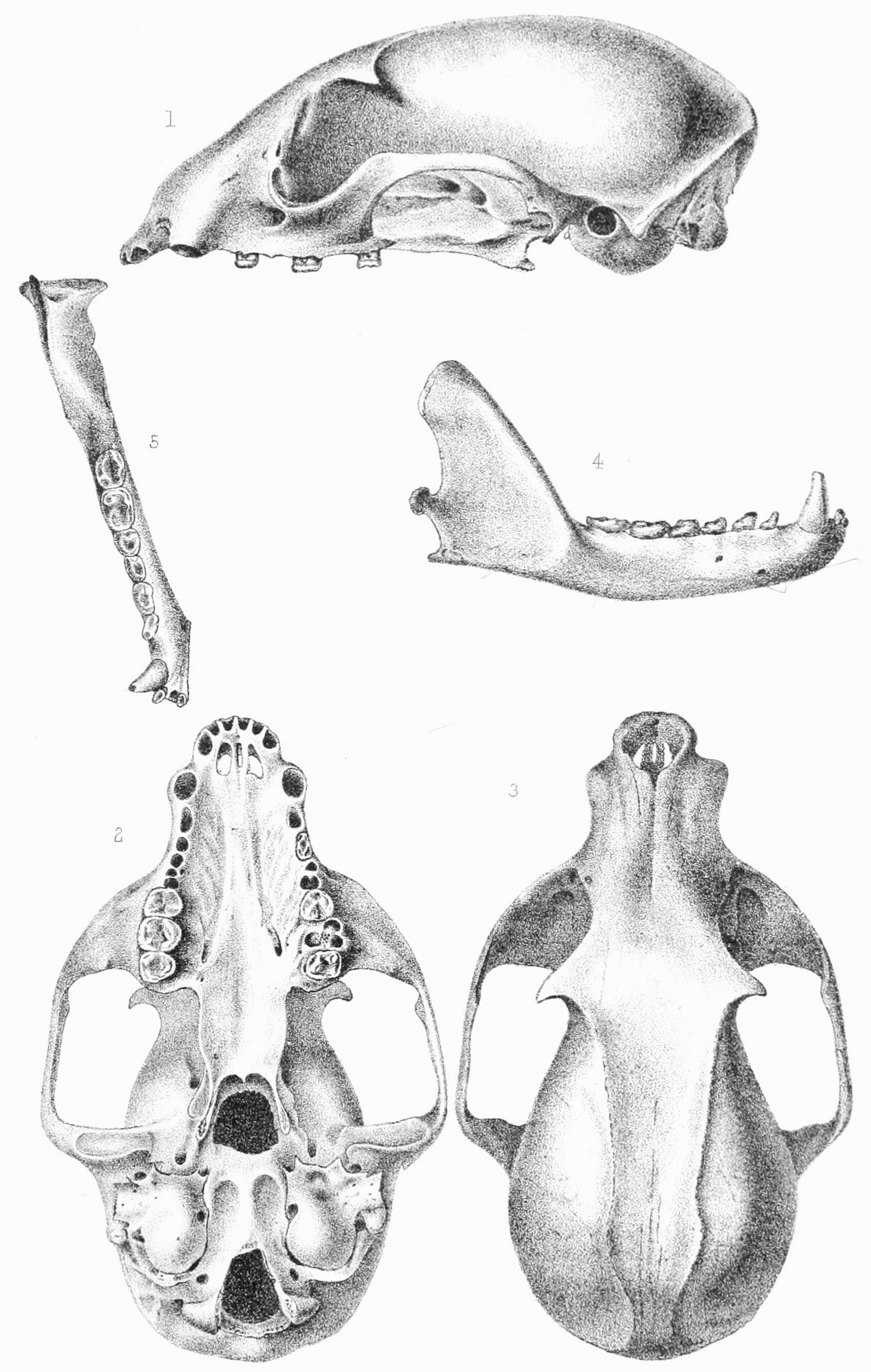
Dessins du crâne d'un olingo commun ayant accompagné la description originale de 1876 par Joel Asaph Allen.

L'espèce doit son nom à William More Gabb, qui a notamment rapporté à Joel Asaph Allen la peau et le crâne de l'holotype,.

### Sous-espèces
Cinq sous-espèces sont distinguées :
- Bassaricyon gabbii gabbii
- Bassaricyon gabbii medius
- Bassaricyon gabbii orinomus
- Bassaricyon gabbii richardsoni
- Bassaricyon gabbii siccatus